# Argyresthia bergiella
Argyresthia bergiella — вид лускокрилих комах родини Argyresthiidae.

## Поширення
Вид поширений в Європі.

## Опис
Розмах крил 11-12 мм.

## Спосіб життя
Гусениці живляться хвоєю ялини та сосни.